# رحمة الله الكيرانوي
رحمة الله الهندي الكيرانوي عالم مسلم مشهور ولد في كيرانة في الهند 1818 وتوفي في مكة 1891. اشتهر لمناظرته القس فندر وتأليفه كتاب إظهار الحق.

## اسمه ونسبه
هو محمد رحمت الله (بالتاء المفتوحة) بن خليل الرحمن الكيرانوي الهندي الحنفي ونسبه ينتهي إلى عثمان بن عفان عند الجد الرابع والثلاثين.

## مولده وأسرته
ولد الشيخ رحمت الله بحي (دربار كلان) أي الحي الكبير في قرية كيرانه، التابعة لمحافظة (مظفر نغر) من توابع دلهي عاصمة الهند. في غرة جمادى الأولى سنة 1233هـ، الموافق:التاسع مارس سنة 1818م. في عهد السلطنة المغولية.
وقد أشتهر أفراد أسرته بالعلم والطب والمناصب العليا، وكان والده خليل الرحمن عالما فاضلا ومن ذوي المناصب العالية في الحكومة، ومن أجداده الحكيم الطبيب عبد الكريم (المعروف بحكيم بينا ووالد الحكيمين محمد حسن وعبد الرحيم) ولما مرض الإمبراطور جلال الدين محمد أكبر ولم يحسن الأطباء علاجه، طلب الحكيم من (باني بت) فاشترك مع ابنه الحكيم محمد حسن في معالجة الإمبراطور، ولما شفاه الله على أيديهما منحهما أرضا زراعية واسعة بمقاطعة كيرانه بمرسوم سلطاني مؤرخ بشهر ذي القعدة سنة 915هـ ولَقّبَ الحكيم عبد الكريم بشيخ الزمان واتخذه طبيبا خاصا له، فانتقلت أسرة العثمانيين من (باني بت) إلى (كيرانه) وبنت القصور والأسوار العالية والبوابات الكبيرة حسب نظام العمران في ذلك العهد، ووسعت القرية ونظمتها وأقامت فيها دور القضاء والهيئات الحكومية.
وكان من أطباء القصر المغولي كذلك الحكيم ديوان عبد الرحيم (من أجداد الشيخ رحمت الله) وشقيقه الحكيم محمد حسن والحكيم رزق الله محمد حسن، وقد تقلبوا في حكم ولايات الهند المختلفة، وإلى أسرتهم ينتمي الحكيم وجيه الدين مؤلف كتاب (مخزن الحكمة) في الطب عام 1196هـ والذي ما زال مخطوطا في المكتبات الأوروبية، وكان الحكيم علي أكبر (شقيق الشيخ رحمت الله) متخصصا في الطب.
في هذه الأسرة التي امتازت بالعلم والحكمة والأدب والوظائف الكبيرة طيلة العصور الإسلامية الزاهرة في الهند، ولد العلامة الشيخ رحمت الله بن خليل، وتزوج من ابنة خالته عام 1256 هـ، ولم يكن له أبناء ذكور.

## دراسته وأساتذته
نشأ الشيخ رحمت الله في كنف أسرة واسعة الثراء والجاه، وفي السادسة من عمره بدأ تعليمه في بلدته على يد والده وكبار أفراد العائلة المشهورين بالعلم والفضل والدين حسب النظام المتبع في ذلك العهد، ولما بلغ الثانية عشرة من عمره حفظ القرآن الكريم وأتقن اللغة الفارسية وقرأ كتب الشريعة الإسلامية واللغة العربية على يد آبائه، ثم ارتحل إلى دلهي عاصمة العلم وملتقى الفطاحل لطلب التعليم العالي، فالتحق بمدرسة الأستاذ محمد حيات، وسكن في مبناها حتى أخذ حظا وافرا من العلوم أبانت عن ذكائه وقدمته على أقرانه ثم سافر إلى لكهنو مدينة العلم والحضارة، فتتلمذ على المفتي سعد الله المراد آبادي، وتخصص في آداب اللغة الفارسية على يد الشيخ إمام بخش الصهبائي الدهخلوي المقتول سنة 1857، كما درس الطب على يد الطبيب البارع محمد فيض ودرس العلوم الرياضية والهندسية، على يد الأستاذ صاحب نظرية (لوكارثم) وصاحب المؤلفات الرياضية الشهيرة.
ولما ظهر نبوغه وتفوقه في العلوم الشرعية تصدر مجالس الدرس والإفتاء ولما ازداد إقبال الطلاب على دروسه أسس مدرسة شرعية في كيرانه، تخرج منها كبار المدرسين والمؤلفين ومؤسسي المدارس في أرجاء الهند. ولكنّ ازدياد النفوذ التنصيري في الهند شغله عن مواصلة التدريس في مدرسته فتفرغ للتأليف والرد على المنصرين، وقد ألف في ذلك مؤلفات كثيرة نترك ذكرها الآن.

## اشتراكه في الثورة وقيادته لفرق الجهاد
كان للعلماء في الهند دور كبير في إشعال الثورة ضد الإنجليز سنة 1857 هـ، وكانوا يُفتون بوجوب الجهاد وأن الإنجليز يُعدون محاربين للإسلام، وقد أصدروا في ذلك البيانات الكثيرة، وألقوا الخطب ووزعوا المنشورات الداعية لذلك. كان الشيخ رحمت الله الذي انتصر على المنصرين في الهند أول المجاهدين بأنفسهم وأموالهم في سبيل الله، لإخراج المستعمر من أرض الهند، فقام بإعلان الثورة على الإنجليز وحث المسلمين على بذل أرواحهم وأموالهم، ولما ثار الجنود في حامية (ميرت) بسبب إجبار الضباط الإنجليز لهم على استعمال دهن الخنزير والبقر في تشحيم البنادق (لأن المسلمين يحرمون الخنزير، والهندوس يحرمون البقر فثاروا معا ضد الإنجليز) اتصل بهم الشيخ رحمت الله ووضع لهم خطة الوصول إلى دلهي، وكان يعاونه في ذلك د/محمد وزير خان ومولوي فيض أحمد بدايوني، كما كان يعاونه العالم العلامة إمداد الله الفاروقي لتنظيم الثورة في مديرية (شاملي وكيرانه).
لما تضايق الثوار في دلهي تحرك إليها الشيخ رحمت الله من معسكره في (نجيب آباد) ومعه مئتا جندي، وكان له دور كبير في قيادة مجاهدي (شاملي وكيرانه) حيث نظمت فرق الجهاد ووزعت الأسلحة وأقيمت التحصينات القوية في وجه الجيش الإنجليزي، وكان مساعده فيهما (عظيم الدين) لأن الحاج إمداد الله تولى قيادة المجاهدين في منطقة (تهانة بهون) بمساعدة الأستاذ عبد الحكيم التهانوي. كانت أسلحة المجاهدين بسيطة لا تقاس بأسلحة الإنجليز، لكن أعنف المعارك وأكثرها خسارة في الجيش الإنجليزي تلك المعارك التي خاضها المجاهدون والعلماء، باذلين أرواحهم دفاعا عن دينهم، وقد اعترف الإنجليز بذلك في كتاباتهم وفي رسائلهم لأهليهم، وقد كان (حنقهم شديدا على المسلمين وأهل الخطر منهم، ومن له شأن في المجتمع الهندي، يعلقونهم على المشانق، ويقتلونهم بتعذيب وإهانة، ويبحثون عن كل من كان له كلمة مسموعة أو نفوذ في المجتمع، وكان من ضمنهم وفي مقدمتهم الشيخ رحمت الله الكيرانوي الذي انتصر عليهم في المعركة الدينية، وأسهم في الكفاح ضدهم.